# Двигател с вътрешно горене
Двигател с вътрешно горене (ДВГ) е вид топлинен двигател, при който горивото се възпламенява и изгаря вътре в самия двигател. Енергията на горящите газове при тяхното разширяване се преобразува в механична енергия и се използва за задвижване.
При двигателите с външно горене като парната машина и двигателя на Стърлинг горивният процес става извън двигателя.
Двигателите с вътрешно горене най-често се използват за задвижване на превозни средства – (автомобили, мотоциклети, кораби, локомотиви, самолети) и други подвижни машини. Те са удобни за тази цел, тъй като имат високо съотношение на мощност към маса, а горивото им – обикновено различни нефтопродукти – е с много добра плътност на енергията.

## Видове
По начина на действие двигателите с вътрешно горене се разделят на няколко групи:
- Бутален двигател – изгаряното гориво задвижва бутало, движещо се възвратно-постъпателно в цилиндър. Има няколко основни разновидности:
  - Двутактов двигател
  - Четиритактов двигател
    - Двигател с цикъл на Ото – горивото се запалва от искра
    - Дизелов двигател (двигател с цикъл на Дизел) – горивото се самовъзпламенява вследствие на загряването му до пламната му температура при впръскването му в цилиндъра

  - Шесттактов двигател
- Ванкелов двигател – горивото задвижва ротор, движещ се в камера със специфична форма
- Двигател с непрекъснато горене
  - Реактивен двигател – горещите газове от изгарянето формират струя, „избутваща двигателя“ в посока обратна на тази на изтичането им
  - Газотурбинен двигател – горещите газове от изгарянето завъртат валове с лопатки

Най-често в практиката под „двигател с вътрешно горене“ се разбира „бутален двигател с вътрешно горене“.

### Четиритактов двигател
Първият успешен четиритактов двигател е патентован от немския инженер Николаус Ото.
Действителните цикли на четиритактовите двигатели се осъществяват за четири такта (хода) на буталото.
Първи такт – процес на всмукване или пълнене. Този процес протича при движение на буталото от горна мъртва точка (ГМТ) до долна мъртва точка (ДМТ). Когато налягането на остатъчните газове в цилиндъра спадне значително, през всмукателния клапан, който се отваря с помощта на газоразпределителния механизъм, постъпва прясно работно вещество (горивна смес). Поради съпротивлението на пълнителната система налягането на работното вещество в цилиндъра в процеса на пълнене е по-малко от атмосферното налягане (освен в случаите, когато то е „принудително“).
За да осигури максимално напълване на цилиндъра с прясно работно вещество, всмукателният клапан се отваря от 10° до 40° преди ГМТ, т.е. с изпреварване, и се затваря от 20° до 70° след ДМТ, т.е. със закъснение.
Втори такт – процес на сгъстяване. Сгъстяването на работното вещество протича при движение на буталото от ДМТ до ГМТ след затварянето на всмукателния клапан. Тъй като надбуталното пространство намалява, налягането и температурата на работното вещество се повишават, в резултат на което в края на сгъстяването се създават благоприятни условия за възпламеняване и изгаряне на горивото. За тази цел началото на подаване на горивото (в дизеловите двигатели) или искра (в карбураторните двигатели) трябва да започне преди ГМТ, т.е. с определен ъгъл на изпреварване – от 7° до 35°.
По такъв начин по време на втория такт в цилиндъра протича главно сгъстяване на работното вещество. Освен това в началото на такта продължава да постъпва в цилиндъра прясно работно вещество, а в края на същия такт започва процесът горене.
Трети такт – процес на горене и разширение. Този процес протича при движение на буталото от ГМТ до ДМТ. В резултат на топлината, която се отделя при изгарянето на горивото, температурата и налягането на работното вещество се повишават значително. Продуктите на горенето се разширяват, като под действието на високото налягане върху неговото „чело“, буталото се премества към ДМТ – получава се полезна работа. Ето защо този ход на буталото се нарича работен ход.
Четвърти такт – процес на изпускане. По време на този такт буталото се движи от ДМТ към ГМТ, като изтласква газовете от цилиндъра на двигателя през изпускателния клапан. За да се намали работата за изтласкване на газовете, а също и да се подобри очистването на цилиндъра, изпускателният клапан се отваря на около 40° – 70° преди ДМТ. За подобряване очистването на цилиндъра от газовете същият клапан се затваря от 10° до 35° след ГМТ.

### Двутактов двигател
В двутактовите двигатели работният цикъл се извършва за два такта (хода) на буталото, т.е. за едно завъртане на коляновия вал. За да се очисти цилиндърът по-добре от продуктите на горенето и да се запълни с прясно работно вещество, то предварително трябва да се сгъсти до определено налягане в специален агрегат (компресор) или в картера на двигателя.
Действителният цикъл на двутактовите двигатели се извършва по следния начин.
Първи такт. Този такт се осъществява при движение на буталото от ГМТ (горна мъртва точка) до ДМТ (долна мъртва точка). През това време в цилиндъра се извършва изгаряне на горивото и разширение на продуктите на горенето, т.е. осъществява се работният ход на буталото. В края на разширението се отварят изпускателните отвори и започва свободно изтичане на газове от цилиндъра. Тогава, когато налягането в цилиндъра стане приблизително равно на налягането на прясното работно вещество, продухвателните отвори се отварят. Прясното работно вещество, което постъпва в цилиндъра през продухвателните отвори, изтласква продуктите на горенето през изпускателните органи и запълва цилиндъра.
По такъв начин по време на първия такт в цилиндъра протичат процесите: горене, разширение, изпускане на газове, продухване и пълнене на цилиндъра с прясно работно вещество.
Втори такт. Този такт се осъществява при движение на буталото от ДМТ до ГМТ. През това време продължава процесът на очистване на цилиндъра от продуктите на горенето и запълването му с прясно работно вещество. След затваряне на газообменните отвори протича процесът на сгъстяване на работното вещество. В края на сгъстяването преди ГМТ в цилиндъра се подава гориво (в дизеловите двигатели) или искра (в карбураторните двигатели).
Ясно е, че по време на втория такт (при движение на буталото към ГМТ) в цилиндъра протичат процесите: изтичане на газове, продухване, пълнене, сгъстяване и начало на горенето.

### Ванкелов (роторен) двигател
При роторния двигател буталото представлява тристранна призма, а вътрешната повърхност на корпуса, в който се намира то, е епитрохоида. При своето въртене буталото образува три камери, чиито обеми са постоянно изменящи се, като във всяка от тях се извършват процесите всмукване, сгъстяване, разширение и изпускане. Този вид двигател с вътрешно горене постига високи обороти при сравнително малки инерционни сили, малки размери и малка маса при относително висока мощност, но за сметка на това трудно се постига добро уплътнение на буталото и топлинното натоварване на корпуса е неравномерно. Роторният двигател излъчва по-малко вредни емисии в сравнение с обикновените двигатели, заради по пълното изгаряне на горивната смес.

### Двигател с непрекъснато горене
Двигагелите с непрекъснато горене са два основни типа – газотурбинни и реактивни.
Газовите турбини са роторни машини, подобни по начина си на действие на парните турбини, и се състоят от три основни части – компресор, горивна камера и турбина. Въздухът последователно се нагнетява от компресора и се загрява от изгаряното гориво. Около две трети от нагрятия въздух, заедно с газовете от изгарянето на гориво, се използва за задвижване на компресора, а останалата една трета – за извличане на полезна енергия.
Реактивните двигатели засмукват голям обем горещи газове от процеса на горене (най-често в газова турбина) и ги изхвърлят през сопло, като по този начин значително увеличават скоростта им. Ускорението на газовата струя през соплото изтласква двигателя в противоположна посока, извършвайки полезна работа.